# Elesma philomela
Elesma philomela är en fjärilsart som beskrevs av Oswald Beltram Lower 1900. Elesma philomela ingår i släktet Elesma och familjen trågspinnare. Inga underarter finns listade i Catalogue of Life.